# Kim Jeong-sim
Dans ce nom coréen, le nom de famille, Kim, précède le nom personnel.
Kim Jeong-sim, née le 8 février 1976, est une handballeuse internationale sud-coréenne.
Avec l'équipe de Corée du Sud, elle participe aux Jeux olympiques de 1996 où elle remporte la médaille d'argent. Elle participe également aux Jeux olympiques de 2012 où la Corée se classe 4e. 

## Palmarès
- Jeux olympiques d'été
  -  aux Jeux olympiques de 1996 à Atlanta,  États-Unis
  - 4e aux Jeux olympiques de 2012 à Londres,  Royaume-Uni